# Andreas Reisinger
Andreas Reisinger est un footballeur autrichien né le 14 octobre 1963 à Vienne, qui évoluait au poste de milieu de terrain au Rapid Vienne et en équipe d'Autriche.
Reisinger n'a marqué aucun but lors de ses dix sélections avec l'équipe d'Autriche entre 1989 et 1990.

## Carrière
- 1983-1986 : Favoritner AC
- 1986-1989 : Wiener Sport-Club
- 1989-1991 : Rapid Vienne
- 1991-1994 : Austria Salzbourg
- 1994 : SK Vorwärts Steyr
- 1994-1997 : Wiener Sport-Club

## Palmarès

### En équipe nationale
- 10 sélections et 0 but avec l'équipe d'Autriche entre 1989 et 1990.

### Avec l'Austria Salzbourg
- Finaliste de la Coupe de l'UEFA en 1994.
- Vainqueur du Championnat d'Autriche de football en 1994.